# Liste der naturräumlichen Einheiten Niederösterreichs

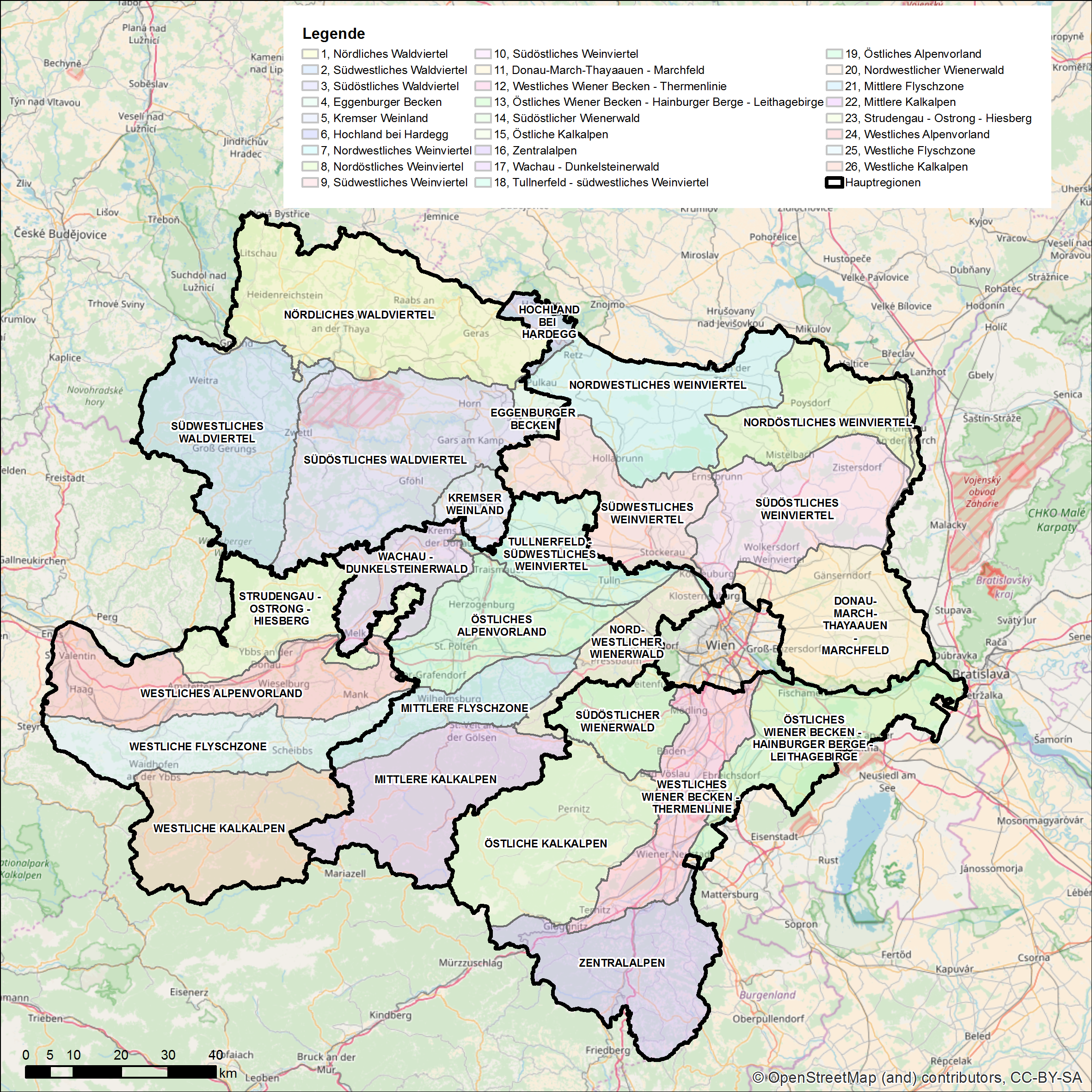
Regionen im NÖ Naturschutzkonzept

Im Niederösterreichischen Naturschutzkonzept aus dem Jahr 2015 wird eine Einteilung in Regionen und Hauptregionen vorgenommen. Niederösterreich ist dabei in fünf Hauptregionen und 26 Regionen gegliedert. In den 1990er Jahren erfolgte eine erste Gliederung in 124 rein landschaftlich definierte Teilräume, auf der das Konzept aufbaut. Die Grenzen der fünf Hauptregionen sind politisch (größtenteils nach Verwaltungsbezirken, teilweise nach Gemeindegrenzen) definiert. Die ursprünglich definierten Teilräume sind im Naturschutzkonzept auf verschiedene Regionen bzw. Hauptregionen aufgeteilt.
| Teilraum                                  | Lage  | Region                                                                                            | Hauptregion                              | Bemerkungen |
| ----------------------------------------- | ----- | ------------------------------------------------------------------------------------------------- | ---------------------------------------- | --- |
| Litschauer Ländchen                       | Gmünd | Nördliches Waldviertel                                                                            | Waldviertel                              | |
| Oberes Thayahochland                      |       | Nördliches Waldviertel                                                                            | Waldviertel                              | |
| Unteres Thayatal                          |       | Nördliches Waldviertel                                                                            | Waldviertel                              | |
| Oberes Thayatal                           |       | Nördliches Waldviertel                                                                            | Waldviertel                              | |
| Unteres Thayahochland                     |       | Nördliches Waldviertel                                                                            | Waldviertel                              | |
| Weitersfelder Hochland                    |       | Nördliches Waldviertel, Hochland bei Hardegg und Östliches Thayatal                               | Waldviertel, Weinviertel                 | Landschaftlich im Waldviertel, politisch aber teilweise im Bezirk Hollabrunn gelegen, wird daher zu 17 % der Hauptregion Weinviertel zugeschlagen |
| Gmünder Senke                             |       | Nördliches Waldviertel                                                                            | Waldviertel                              | |
| Laaer Bucht                               |       | Nordwestliches Weinviertel                                                                        | Weinviertel                              | |
| Pulkau - Retzer Hügelland                 |       | Nordwestliches Weinviertel                                                                        | Waldviertel, Weinviertel                 | |
| Lainsitz - Zwettler Hochland              |       | Südwestliches Waldviertel                                                                         | Waldviertel                              | |
| Freiwald                                  |       | Südwestliches Waldviertel                                                                         | Waldviertel                              | |
| Poysdorfer Hügelland                      |       | Nordöstliches Weinviertel                                                                         | Weinviertel                              | |
| Die Wild                                  |       | Nördliches Waldviertel                                                                            | Waldviertel                              | |
| Eggenburger Becken                        |       | Eggenburger Becken und angrenzendes Weinviertel, Nordwestliches Weinviertel                       | Waldviertel, Weinviertel                 | Landschaftlich im Weinviertel, politisch hauptsächlich im Bezirk Horn gelegen, daher zu 79 % der Hauptregion Waldviertel zugeschlagen |
| Marchniederung                            |       | Donau - March - Thayaauen und Marchfeld                                                           | Weinviertel                              | |
| Allentsteiger Hochland                    |       | Südöstliches Waldviertel                                                                          | Waldviertel                              | |
| Hochland von Groß Gerungs                 |       | Südwestliches Waldviertel                                                                         | Waldviertel                              | |
| Altlichtenwarther Hügelland               |       | Nordöstliches Weinviertel                                                                         | Weinviertel                              | |
| Bernhartsthaler Ebene                     |       | Nordöstliches Weinviertel                                                                         | Weinviertel                              | |
| Oberes Horner Becken                      |       | Südöstliches Waldviertel                                                                          | Waldviertel                              | |
| Buchberg                                  |       | Nordwestliches Weinviertel                                                                        | Weinviertel                              | |
| Wullersdorfer Hügelland                   |       | Eggenburger Becken und angrenzendes Weinviertel, Nordwestliches Weinviertel                       | Weinviertel                              | Landschaftlich im Weinviertel, politisch teilweise im Bezirk Horn gelegen, daher zu 5 % der Hauptregion Waldviertel zugeschlagen |
| Manhartsberg                              |       | Südöstliches Waldviertel, Südwestliches Weinviertel                                               | Waldviertel, Weinviertel                 | Politisch zwischen Bezirk Horn und Bezirk Hollabrunn 67:33 % geteilt, daher den beiden Hauptregionen Wald- und Weinviertel zugeschlagen |
| Unteres Horner Becken                     |       | Südöstliches Waldviertel                                                                          | Waldviertel                              | |
| Hohenwarther Platte                       |       | Eggenburger Becken und angrenzendes Weinviertel, Südwestliches Weinviertel                        | Weinviertel                              | Landschaftlich im Weinviertel, politisch teilweise im Bezirk Horn gelegen, daher zu 10 % der Hauptregion Waldviertel zugeschlagen |
| Mistelbacher Hügelland                    |       | Nordöstliches Weinviertel                                                                         | Weinviertel                              | |
| Schmidatalung                             |       | Eggenburger Becken und angrenzendes Weinviertel, Südwestliches Weinviertel                        | Weinviertel, Waldviertel                 | Landschaftlich im Weinviertel, politisch teilweise im Bezirk Horn gelegen, daher zu 10 % der Hauptregion Waldviertel zugeschlagen |
| Kamptal                                   |       | Südöstliches Waldviertel                                                                          | Waldviertel                              | |
| Fahndorfer Hügelland                      |       | Südwestliches Weinviertel                                                                         | Weinviertel, NÖ-Zentralraum              | Landschaftlich im Weinviertel, politisch teilweise im Bezirk Tulln gelegen, daher zu 4 % dem NÖ-Zentralraum zugeschlagen |
| Ernstbrunner Wald                         |       | Nordwestliches Weinviertel                                                                        | Weinviertel                              | |
| Kamp - Kremser Hochland                   |       | Südöstliches Waldviertel                                                                          | Waldviertel                              | |
| Arbesbacher Hochland                      |       | Südwestliches Waldviertel                                                                         | Waldviertel                              | |
| Ottenschlager Hochland                    |       | Südöstliches Waldviertel                                                                          | Waldviertel                              | |
| Zayatalung                                |       | Nordöstliches Weinviertel                                                                         | Weinviertel                              | |
| Ladendorfer Hügelland                     |       | Südöstliches Weinviertel                                                                          | Weinviertel                              | |
| Gaweinsthaler Hügelland                   |       | Südöstliches Weinviertel                                                                          | Weinviertel                              | |
| Leiser Berge                              |       | Nordöstliches Weinviertel                                                                         | Weinviertel                              | |
| Zistersdorfer Hügelland                   |       | Südöstliches Weinviertel                                                                          | Weinviertel                              | |
| Hollenburger Hügelland                    |       |                                                                                                   |                                          | |
| Kremser Weinland                          |       | Kremser Weinland und Unterlauf des Kamps, Südwestliches Weinviertel, Wachau und Dunkelsteinerwald | Waldviertel, NÖ-Mitte                    | Aufgrund des komplizierten Verlaufs der Hauptregionengrenze durch den Bezirk Krems-Land hindurch zwischen Waldviertel und Niederösterreich-Mitte geteilt |
| Kremstal                                  |       | Südöstliches Waldviertel                                                                          | Waldviertel                              | |
| Bisambergzug                              |       | Südöstliches Weinviertel                                                                          | Weinviertel                              | |
| Waschberg                                 |       | Südöstliches Weinviertel                                                                          | Weinviertel                              | |
| Weinsberger Wald                          |       | Südwestliches Waldviertel, Strudengau, Ostrong und Hiesberg                                       | Waldviertel, Mostviertel                 | Landschaftlich im Waldviertel, politisch teilweise im Bezirk Melk gelegen, daher zu 33 % der Hauptregion Mostviertel zugeschlagen |
| Wolkersdorfer Hügelland                   |       | Südöstliches Weinviertel                                                                          | Weinviertel                              | |
| Wagram                                    |       | Südwestliches Weinviertel                                                                         | Weinviertel                              | |
| Nördliches Tullner Feld                   |       | Kremser Weinland und Unterlauf des Kamps, Südwestliches Weinviertel                               | NÖ-Zentralraum, Waldviertel, Weinviertel | Landschaftlich im Weinviertel gelegen, ein Teil im Bezirk Krems-Land (21 %) wird der Hauptregion Waldviertel zugeschlagen, ein Teil im Bezirk Korneuburg (27 %) der Hauptregion Weinviertel, der Rest gehört politisch zum Bezirk Tulln und mit diesem zur Hauptregion NÖ-Mitte (Niederösterreichischer Zentralraum) |
| Matzener Wald / Hochleithenwald           |       | Südöstliches Weinviertel, Donau - March - Thayaauen und Marchfeld                                 | Weinviertel                              | |
| Wachau                                    |       | Wachau - Dunkelsteiner Wald                                                                       | NÖ-Zentralraum                           | |
| Rezente Austufe im Tullner Feld           |       | Kremser Weinland und Unterlauf des Kamps, Südwestliches Weinviertel                               | NÖ-Zentralraum, Weinviertel, Waldviertel | Landschaftlich im Weinviertel gelegen, gehört politisch hauptsächlich zum Bezirk Tulln und wird mit diesem zum NÖ-Zentralraum geschlagen, 5 % gehören zum Bezirk Krems-Land und damit zur Hauptregion Waldviertel, 15 % zum Bezirk Korneuburg und damit zur Hauptregion Weinviertel                                  |
| Matzener Hügelland                        |       | Donau - March - Thayaauen und Marchfeld                                                           | Weinviertel                              | |
| Korneuburger Becken                       |       | Südöstliches Weinviertel                                                                          | Weinviertel                              | |
| Dunkelsteiner Wald                        |       | Wachau und Dunkelsteinerwald, Strudengau, Ostrong und Hiesberg                                    | NÖ-Zentralraum, Weinviertel              | Gehört politisch gänzlich zum Bezirk Melk, durch den allerdings die Grenze zwischen den Hauptregionen verläuft (die Gemeinde Dunkelsteinerwald gehört zur Hauptregion Mostviertel) |
| Hollenburger Berge                        |       | Östliches Alpenvorland                                                                            | Mostviertel                              | |
| Traisental                                |       | Östliches Alpenvorland                                                                            | NÖ-Zentralraum                           | |
| Sandbodenzone                             |       | Donau - March - Thayaauen und Marchfeld                                                           | Weinviertel                              | |
| Südliches Tullner Feld                    |       | Tullnerfeld und südwestliches Weinviertel                                                         | NÖ-Zentralraum                           | |
| Ysper - Weitenbach - Talung               |       | Südöstliches Waldviertel, Wachau und Dunkelsteinerwald, Strudengau, Ostrong und Hiesberg          | Mostviertel, Waldviertel                 | Landschaftlich im Waldviertel, politisch hauptsächlich im Bezirk Melk gelegen, daher zu 94 % der Hauptregion Mostviertel zugeschlagen |
| Flysch-Wienerwald                         |       | Südöstlicher Wienerwald                                                                           | NÖ-Zentralraum, Industrieviertel         | Landschaftlich im Industrieviertel, politisch hauptsächlich im Bezirk St. Pölten-Land gelegen, daher zu 66 % dem NÖ-Zentralraum zugeschlagen, die 33 % im Bezirk Mödling werden zur Hauptregion Industrieviertel gezählt                                                                                             |
| Perschling - Tullner Hügelland            |       | Östliches Alpenvorland                                                                            | NÖ-Zentralraum                           | |
| Wölblinger Becken                         |       | Östliches Alpenvorland                                                                            | NÖ-Zentralraum                           | |
| Ostrong                                   |       | Strudengau, Ostrong und Hiesberg                                                                  | Waldviertel                              | |
| Weitener Hochland                         |       | Strudengau, Ostrong und Hiesberg, Südöstliches Waldviertel, Wachau und Dunkelsteinerwald          | Mostviertel, Waldviertel, NÖ-Mitte       | Landschaftlich im Waldviertel gelegen, politisch zwischen den Bezirken Melk und Zwettl aufgeteilt, daher zu 59 % der Hauptregion Mostviertel zugeschlagen (27 % gehören zur Gemeinde Emmersdorf an der Donau, die zur Hauptregion NÖ-Mitte gezählt wird), der Rest zur Hauptregion Waldviertel                       |
| Marchfeld                                 |       | Donau-March-Thayaauen und Marchfeld                                                               | Weinviertel                              | |
| Sandbodenzone                             |       | Donau-March-Thayaauen und Marchfeld                                                               | Weinviertel                              | |
| Ysper Hochland                            |       | Strudengau, Ostrong und Hiesberg                                                                  | Waldviertel                              | |
| Pielach - Traisen Platte                  |       | Östliches Alpenvorland                                                                            | NÖ-Zentralraum                           | |
| Strudengau - Nibelungengau                |       | Strudengau, Ostrong und Hiesberg, Wachau und Dunkelsteinerwald                                    | Mostviertel, NÖ-Zentralraum              | Landschaftlich im größtenteils im Waldviertel gelegen, gehört aber zum politisch zu den Bezirken Melk und Krems-Land, ist daher 85:15 % zwischen den Hauptregionen Mostviertel und NÖ-Mitte aufgeteilt |
| Donauauen zwischen Enns und Ardagger      |       | Westliches Alpenvorland                                                                           | Mostviertel                              | |
| Enns - Niederung                          |       | Westliches Alpenvorland                                                                           | Mostviertel                              | |
| Hügelland zwischen Pielach und Erlauf     |       | Westliches Alpenvorland, Östliches Alpenvorland                                                   | NÖ-Zentralraum                           | |
| Neustadtler Platte                        |       | Strudengau, Ostrong und Hiesberg                                                                  | Mostviertel                              | |
| Strengberge                               |       | Westliches Alpenvorland                                                                           | Mostviertel                              | |
| Hiesberg                                  |       | Strudengau, Ostrong und Hiesberg, Wachau und Dunkelsteinerwald                                    | Mostviertel, NÖ-Zentralraum              | Zur Gänze innerhalb des Bezirks Melk gelegen, durch den allerdings die Grenze zwischen den Hauptregionen verläuft (24 % NÖ-Mitte, 76 % Mostviertel) |
| Pielach-Niederung                         |       | Östliches Alpenvorland (NÖ-Zentralraum), Westliches Alpenvorland                                  | NÖ-Zentralraum, Mostviertel              | Landschaftlich zum Mostviertel, gehört politisch hauptsächlich zum Bezirk St. Pölten-Land und daher zu 88 % zum NÖ-Zentralraum, 12 % zum Bezirk Scheibbs und damit zur Hauptregion Mostviertel |
| Erlauf - Niederung                        |       | Westliches Alpenvorland                                                                           | Mostviertel                              | |
| Hügelland zwischen Erlauf und Ybbs        |       | Westliches Alpenvorland                                                                           | Mostviertel                              | |
| Flysch-Wienerwald - Vorland               |       | Nordwestlicher Wienerwald                                                                         | NÖ-Zentralraum                           | |
| Haager Schlierebene                       |       | Westliches Alpenvorland                                                                           | Mostviertel                              | |
| Donauauen östlich von Wien                |       | Donau-March-Thayaauen und Marchfeld, Östliches Wiener Becken                                      | Weinviertel, Industrieviertel            | Gehört zu 51 % zum Bezirk Gänserndorf und damit zur Hauptregion Weinviertel und zu 49 % zum Bezirk Bruck an der Leitha und damit zur Hauptregion Industrieviertel. Dies entspricht auch der Aufteilung zwischen den namensgebenden Landschaften.                                                                     |
| Unteres Ybbsfeld                          |       | Westliches Alpenvorland                                                                           | Mostviertel                              | |
| Hainburger Berge                          |       | Östliches Wiener Becken, Hainburger Berge und Leithagebirge                                       | Industrieviertel                         | |
| Rauchenwarther Platte                     |       | Östliches Wiener Becken, Östliches Wiener Becken, Hainburger Berge und Leithagebirge              | Industrieviertel                         | |
| Schotterfluren - Leopoldsdorfer Platte    |       | Westliches Wiener Becken und Thermenlinie                                                         | Industrieviertel                         | |
| Thermenlinie                              |       | Westliches Wiener Becken und Thermenlinie                                                         | Industrieviertel                         | |
| Oberes Ybbsfeld                           |       | Westliches Alpenvorland                                                                           | Mostviertel                              | |
| Kalk-Wienerwald                           |       | Südöstlicher Wienerwald                                                                           | Industrieviertel                         | |
| Prellenkirchner Flur                      |       | Östliches Wiener Becken                                                                           | Industrieviertel                         | |
| Voralpen zwischen Traisen und Erlauf      |       | Westliche Flyschzone, Mittlere Flyschzone                                                         | NÖ-Zentralraum                           | Landschaftlich im Mostviertel gelegen |
| Piesting - Fischa Niederung               |       | Östliches Wiener Becken, Hainburger Berge und Leithagebirge                                       | Industrieviertel                         | |
| Arbesthaler Hügelland                     |       | Östliches Wiener Becken, Hainburger Berge und Leithagebirge                                       | Industrieviertel                         | |
| Voralpen zwischen Erlauf und Ybbs         |       | Westliche Flyschzone                                                                              | Mostviertel                              | |
| Leitha - Niederung                        |       | Östliches Wiener Becken, Hainburger Berge und Leithagebirge                                       | Industrieviertel                         | |
| Schotterfluren zwischen Fischa und Leitha |       | Östliches Wiener Becken, Hainburger Berge und Leithagebirge                                       | Industrieviertel                         | |
| Voralpen zwischen Ybbs und Enns           |       | Westliche Flyschzone                                                                              | Mostviertel                              | |
| Gölsen - Triesting Furche                 |       | Mittlere Kalkalpen, Östliche Kalkalpen                                                            | NÖ-Zentralraum, Industrieviertel         | Liegt landschaftlich im Mostviertel. Politisch gehört sie zu 84 % im Bezirk Lilienfeld und wird daher dem NÖ-Zentralraum zugeordnet, der Rest zum Bezirk Baden und damit zur Hauptregion Industrieviertel |
| Türnitzer - Unrechttraisen Furche         |       | Mittlere Kalkalpen                                                                                | Mostviertel                              | |
| Kalkvoralpen zwischen Traisen und Erlauf  |       | Westliche Kalkalpen, Mittlere Kalkalpen                                                           | Mostviertel, NÖ-Zentralraum              | Landschaftlich im Mostviertel gelegen, politisch zu 62 % im Bezirk Lilienfeld und damit der Hauptregion NÖ-Mitte zugeschlagen, 38 % zum Bezirk Scheibbs und damit in der Hauptregion Mostviertel |
| Lilienfelder Bergland                     |       | Mittlere Kalkalpen                                                                                | Mostviertel                              | |
| Ybbstal                                   |       | Westliche Kalkalpen                                                                               | Mostviertel                              | |
| Gutensteiner Berge                        |       | Östliche Kalkalpen, Mittlere Kalkalpen                                                            | Industrieviertel, NÖ-Zentralraum         | Gehören zu 66 % zum Bezirk Wiener Neustadt-Land und damit zur Hauptregion Industrieviertel, das Drittel im Bezirk Lilienfeld wird der Hauptregion NÖ-Mitte (NÖ-Zentralraum) zugeschlagen |
| Schwechat - Triesting Schwemmfächer       |       | Westliches Wiener Becken und Thermenlinie                                                         | Industrieviertel                         | |
| Leithagebirge                             |       | Östliches Wiener Becken, Hainburger Berge und Leithagebirge                                       | Industrieviertel                         | |
| Pernitzer Bergland                        |       | Östliche Kalkalpen                                                                                | Industrieviertel                         | |
| Kalkvoralpen zwischen Erlauf und Ybbs     |       | Westliche Kalkalpen                                                                               | Mostviertel                              | |
| Kalkvoralpen zwischen Ybbs und Enns       |       | Westliche Kalkalpen                                                                               | Mostviertel                              | |
| Piesting-Hügelland                        |       | Östliche Kalkalpen                                                                                | Industrieviertel                         | |
| Türnitzer Berge                           |       | Mittlere Kalkalpen                                                                                | Mostviertel                              | |
| Piesting - Schwarza Schwemmfächer         |       | Westliches Wiener Becken und Thermenlinie                                                         | Industrieviertel                         | |
| Puchberger Becken                         |       | Östliche Kalkalpen                                                                                | Industrieviertel                         | |
| Schwarzatal                               |       | Östliche Kalkalpen                                                                                | Industrieviertel                         | |
| Ötscher - Dürrenstein - Hochkar           |       | Westliche Kalkalpen, Mittlere Kalkalpen                                                           | Mostviertel, NÖ-Zentralraum              | Landschaftlich im Mostviertel gelegen, politisch zu 19 % im Bezirk Lilienfeld und damit der Hauptregion NÖ-Mitte zugeschlagen |
| Hohe Wand                                 |       | Östliche Kalkalpen                                                                                | Industrieviertel                         | |
| Zillingdorfer Platte                      |       | Östliches Wiener Becken, Hainburger Berge und Leithagebirge                                       | Industrieviertel                         | |
| Gippel - Göller - Sonnleiten              |       | Mittlere Kalkalpen, Östliche Kalkalpen                                                            | NÖ-Zentralraum, Industrieviertel         | Gehört zu 65 % zum Bezirk Lilienfeld und ist mit diesem dem NÖ-Zentralraum zugeordnet (landschaftlich dem Mostviertel), zu 35 % zum Bezirk Neunkirchen und damit zum Industrieviertel |
| Schneeberggebiet                          |       | Östliche Kalkalpen                                                                                | Industrieviertel                         | |
| Leitha - Niederung                        |       | Östliches Wiener Becken, Hainburger Berge und Leithagebirge                                       | Industrieviertel                         | |
| Vorberg - Zone                            |       |                                                                                                   |                                          | |
| Rosaliengebirge                           |       | Niederösterreichische Zentralalpen                                                                | Industrieviertel                         | |
| Südliches Steinfeld                       |       | Westliches Wiener Becken und Thermenlinie                                                         | Industrieviertel                         | |
| Raxgebiet                                 |       | Östliche Kalkalpen                                                                                | Industrieviertel                         | |
| Flussniederung der Pitten                 |       | Niederösterreichische Zentralalpen                                                                | Industrieviertel                         | |
| Bucklige Welt - West                      |       | Niederösterreichische Zentralalpen                                                                | Industrieviertel                         | |
| Bucklige Welt - Ost                       |       | Niederösterreichische Zentralalpen                                                                | Industrieviertel                         | |
| Semmeringgebiet                           |       | Niederösterreichische Zentralalpen                                                                | Industrieviertel                         | |
| Wechselgebiet                             |       | Niederösterreichische Zentralalpen                                                                | Industrieviertel                         | |